# 上海解放纪念馆
上海解放纪念馆位于上海市寶山區宝杨路599号，地处宝山烈士陵园内， 用以纪念上海战役的历史，是上海市爱国主义教育基地。

## 场馆介绍
纪念馆从2006年5月26日开放，馆名由中国人民解放军上将迟浩田书写。展馆面积1500平方米，分为序厅、主展厅、多媒体主题情景剧场。纪念馆主要展示解放军将在郊区歼灭国军，保全上海市区的历史。序厅内有艺术场景、主题雕塑、功勋柱，主展厅陈列了近200幅图片、100余件实物，还有电子的动态军事地图、影视短片，战地微缩模型等作品。在多媒体情景剧场中，将传统场景制作和现代多媒体幻影成像相结合，展现了上海战役的局部战斗场景。

## 参观信息
- 开放时间：周一至周五8:30-16:00，节假日参观需要预约。
- 公共交通：轨道交通3号线宝杨路站，旅游5号线，公交51、813、952路。